# Кемо
Кемо (фр. Kémo; санго Sêse tî kömändâ-kötä tî Kemö) — префектура в центре Центральноафриканской Республики.
- Административный центр — город Сибю.
- Площадь — 17 204 км², население — 98 881 человек (2003 год).

## География
Граничит на западе с префектурами Омбелла-Мпоко и Уам, на севере с экономической префектурой Нана-Гребизи, на востоке с префектурой Уака, на юге с Демократической Республикой Конго.

## Субпрефектуры
- Декоа
- Сибю